# Jean Carrière
Jean Carrière (Nimes 1928 - 2005) productor de ràdio i televisió,crític musical i escriptor. Premi Goncourt de l'any 1972 per la seva novel·la "L'Epervier de Maheux".

## Biografia
Jean Carrière va néixer a Nimes el 6 d'agost de 1928, fill d'un director d'orquestra, especialista en Ravel i Debussy, i d'una pianista.
Traslladat a París el 1953, Jean Carrière fou primer crític musical i després columnista literari a l'antiga ORTF.
No gaudint de la capital, va tornar al Sud i es va instal·lar durant sis anys a Manosque amb l'escriptor Jean Giono, qui l'anima a escriure i li dona els elements per escriure la seva biografia (encara inèdita). D'aquesta relació van sorgir les quinze "entrevistes radiofòniques amb Jean Giono" van ser emeses el 1965.
Va morir a Nimes el 7 de maig de 2005.

### Carrera literària
Va començar a escriure als 15 anys, i després d'haver llegit, conegut i freqüentat Jean Giono a Manosque, va créixer el seu interès per la literatura,
El 1967 va publicar la seva primera obra, Retour à Uzès, que va obtenir el premi Lucien Tisserant de l'Acadèmia Francesa.
El 1972 va guanyar el que havia de ser un dels premis Goncourt "més grans" de la història amb L'Epervier de Maheux (ed. Pauvert), amb unes vendes de dos milions d'exemplars.
Amic de Giono, però també de Julien Gracq, la seva última figura tutelar, Jean Carrière ha escrit una fructífera obra, marcada per històries autobiogràfiques turmentades i novel·les impregnades de metafísica. Entre el mite i la realitat, l'autor de La indiferència de les estrelles està en línia amb escriptors com Giono i Albert Camus i de l'estatunidenc William Faulkner. En la línia de Giono, que va més enllà del regionalisme estret, retrata els Cévennes i els seus camperols amb una grandiositat fosca i austera. "El Cévenne que estic descrivint és un autèntic Cévenne. Al pintor se li permet actuar amb la seva sensibilitat i les seves tècniques", va dir en aquell moment.
A part de les seves novel·les, Carrière també és l'autor d'un llibre sobre una actriu que el fascinava de forma estranya, Sigourney Weaver i llibres d'assaig sobre dos escriptor els més importants als seus ulls, amb John Steinbeck i Charles Ferdinand Ramuz: Jean Giono i Julien Grecq i també un llibre d'entrevistes a Maurice Chavardès.
Per a la televisió, Jean Carrière, en col·laboració amb F.J. Temple, fa fer una pel·lícula inspirada en la novel·la L'hussar al terrat de Jean Giono, amb el títol de La ruta de l'hussar. Convertit en productor de ràdio i televisió, és responsable de diversos programes a l'emissora de Llenguadoc-Rosselló.

## Obres destacades
- 1967: Retour à Uzès.
- 1972: L'Épervier de Maheux
- 1978: La Caverne des pestiférés
- 1981: Le Nez dans l'herbe
- 1985: Jean Giono.
- 1986: Les Années sauvages . Julien Gracq.
- 1994: L'Indifférence des étoiles,
- 1994: Sigourney Weaver, portrait et itinéraire d'une femme accomplie
- 1997: L'Empire des songes
- 2004: Passions futiles

## Premi Jean Carrière
El 2009, en el seu honor és va crear el Premi Jean Carrière, amb l'objectiu de potenciar la literatura que tingués en compte els valors de la "tradició literària i cultural del Sud i de la Mediterrània". El premi va ser atorgat durant set anys, del 2009 al 2015. Entre el premiats destaca l'escriptor barceloní Enric Vila Matas, que va obtenir el premi l'any 2010 per la novel·la Dublinesca.